# Tragia cubensis
Tragia cubensis är en törelväxtart som beskrevs av Ignatz Urban. Tragia cubensis ingår i släktet Tragia och familjen törelväxter. Inga underarter finns listade i Catalogue of Life.